# Xã West Earl, Quận Lancaster, Pennsylvania
Xã West Earl (tiếng Anh: West Earl Township) là một xã thuộc quận Lancaster, tiểu bang Pennsylvania, Hoa Kỳ. Năm 2010, dân số của xã này là 7.868 người.